# Гродецкий, Мельхиор
Мельхиор Гродецкий  (чеш. Melichar Grodecký; 1584, Тешен (Священная Римская империя), ныне Цешин, Польша) — 7 сентября 1619, Кошице, Словакия) — святой Римско-Католической Церкви, мученик, член монашеского ордена иезуитов, покровитель епархии Острава-Опавы.

## Биография
В 1602 году Мельхиор Гродецкий обучался в Вене в иезуитском колледже, после окончания которого в 1603 году вступил в монашеский орден иезуитов. В 1605 году Гродецкий принял монашеские обеты в Брно, после чего преподавал в школах города Ческе-Будеёвице.
В 1614 году закончил Пражский Университет, где обучался философии и теологии. В этом же году он был рукоположен во священника.
После начала Тридцатилетней войны Мельхиор Гродецкий служил военным капелланом в польских и чешских войсках возле Кошице. Когда венгерский князь Дьёрдь I Ракоци захватил Кошице, капеллан Гродецкий был захвачен в плен. Его обвинили в измене и подвергли пыткам, чтобы он отрёкся от католицизма. После пыток Гродецкого приговорили к казни через отсечение головы.

## Прославление
15 января 1905 года Мельхиор Гродецкий был беатифицирован Римским папой Пием X вместе с другими двумя иезуитами Штефаном Понграцем и Марко Крижевчанином и канонизирован Римским папой Иоанном Павлом II 2 июля 1995.
День памяти в Католической Церкви — 7 сентября.

## Источник
- Проповедь Иоанна Павла II во время канонизации Мельхиора Гродецкого  (итал.)